# Crevichon
Crevichon är en ö i kronbesittningen Guernsey. Den ligger i den östra delen av landet. Ön är främst täckt av gräs.